# درون ویلیامز
دِرون مایکل ویلیامز (به انگلیسی: Deron Michael Williams) (زاده ۲۴ ژوئن ۱۹۸۴) بسکتبالیست حرفه‌ای آمریکایی، در پست پوینت گارد برای تیم کلیولند کاوالیرز است.
او را در سالهای اخیر از بهترین بازیکنان این پست دانسته‌اند.
او سابقاً در تیم های یوتا جز و بروکلین نتس توپ میزد.